# Маркарьянц, Владимир Суренович
Влади́мир Суренович Маркаря́нц (арм. Վլադիմիր  Մարգարյանց; 19 августа 1934, Ейск — 2 марта 2000, Ереван) — армянский советский политический и партийный деятель.

## Биография
- 1964 — окончил заочно Ростовский-на-Дону техникум сельскохозяйственного машиностроения.
- 1970 — заочную Высшую партийную школу при ЦК КПСС.
- 1977 — Ставропольский сельскохозяйственный институт.
- 1953—1956 — служба в армии.
- С 1956 — работал на арматурном объединении в Георгиевске (Ставропольский край): токарь, секретарь комитета ВЛКСМ, наладчик, заведующий бюро, заместитель начальника цеха, секретарь парткома объединения.
- С 1967 — директор стеклотарного завода в Ставрополе.
- С 1969 — председатель райисполкома в Ставрополе.
- С 1970 — первый секретарь райкома партии Ставрополя.
- С 1974 — председатель Ставропольского горисполкома.
- С 1976 — заместитель председателя Ставропольского крайисполкома.
- С 1982 — первый секретарь Ставропольского горкома КПСС.
- В 1985—1989 годах — секретарь Ставропольского крайкома КПСС.
- С 1988 — заместитель министра медицинской и микробиологической промышленности СССР.
- В 1989—1990 годах — председатель Совета Министров Армянской ССР.

В связи с приходом к власти либеральных сил оставил пост предсовмина.
- С сентября 1990 — первый заместитель министра медицинской промышленности СССР.
- С мая 1991 — председатель правления государственной корпорации «Фарминдустрия».
- Народный депутат СССР (1989—1991). Член ЦК КПСС (1990—1991).

Умер в Ереване, похоронен на Троекуровском кладбище (Москва).